# الکساندر یروخین
الکساندر یروخین (روسی: Александр Юрьевич Ерохин؛ زادهٔ ۱۳ اکتبر ۱۹۸۹) بازیکن فوتبال اهل روسیه است.
از باشگاه‌هایی که در آن بازی کرده‌است می‌توان به شریف تیراسپول، کراسنودار، اورال یکاترینبورگ، روستوف و زنیت سن پترزبورگ اشاره کرد.
وی همچنین در تیم ملی فوتبال روسیه بازی کرده‌است.